# 聖路易斯 (新墨西哥州)
聖路易斯（英語：San Luis）是位於美國新墨西哥州桑多瓦爾縣的普查規定居民點。

## 人口
根據2020年美國人口普查的數據，聖路易斯的面積為21.45平方千米，皆為陸地。當地共有人口32人，而人口密度為每平方千米1.49人。